# (6265) 1985 TW3
(6265) 1985 TW3 – planetoida pasa głównego planetoid.

## Odkrycie
Planetoida została odkryta 11 października 1985 roku w Obserwatorium Palomar przez T. F. Frica i Richarda J. Gilbrecha. Nazwa planetoidy jest oznaczeniem tymczasowym.

## Orbita
(6265) 1985 TW3 nachylona jest do płaszczyzny ekliptyki pod kątem 4,1°. Na jeden obieg wokół Słońca ciało to potrzebuje 3 lat i 69 dni, krążąc w średniej odległości 2,17 j.a. od Słońca.

## Naturalny satelita
W wyniku obserwacji krzywych zmian jasności tej planetoidy dokonanych w lipcu 2007 roku wywnioskowano o obecności w jej pobliżu księżyca S/2007 (6265) 1, który obiega ją w czasie 15 godzin i 52 minut w średniej odległości 3,5 km. Jego wielkość szacuje się na 1,4 km.